# Quarantine the Past: The Best of Pavement
Quarantine the Past: The Best of Pavement è una raccolta del gruppo musicale statunitense Pavement. Pubblicata l'8 marzo 2010, in corrispondenza con la riunione della band, il titolo proviene dal testo della canzone del 1994 "Gold Soundz", che è la prima della raccolta.
| Recensione      | Giudizio |
| --------------- | -------- |
| AllMusic        |          |
| Pitchfork Media | 10.0/10  |

## Antefatti
Il 5 gennaio 2010 la Matador Records annunciò che una raccolta con i migliori successi del gruppo intitolata Quarantine The Past: The Best Of Pavement sarebbe stata pubblicata il 9 marzo su CD e doppio LP. Sarebbero state presenti 23 canzoni dell'intera carriera dei Pavement, inclusi "i misteriosi e graffianti suoni delle loro prime uscite pubblicate solo in vinile fino al ricco e multistrato calore delle loro ultime registrazioni.” Il post del blog notò che “anche se la compilation non include materiale inedito, sicuramente scava più a fondo delle hit.” Fu inoltre rivelata la grafica della compilation e annunciato un concorso per indovinare l'ordine delle canzoni dell'album (eccetto per la prima che era già stato rivelato essere "Gold Soundz") con il vincitore che avrbbe vinto i biglietti per il concerto della riunione dei Pavement al Central Park Summerstage. Inoltre, il vincitore del secondo premio con la “più fantasiosa scelta della canzoni” (a giudizio della band) avrebbe avuto le sue scelte stampate in edizione limitata in un doppio LP al Record Store Day. Il 25 gennaio Matador annunciò la corretta sequenza delle canzoni e il vincitore.

## Tracce
1. "Gold Soundz" - 2:40 da Crooked Rain, Crooked Rain (1994)
2. "Frontwards" – 3:01 da Watery, Domestic (1992)
3. "Mellow Jazz Docent" – 1:52 da Perfect Sound Forever (1991)
4. "Stereo" – 3:07 da Brighten the Corners (1997)
5. "In the Mouth a Desert" – 3:48 da Slanted and Enchanted (1992)
6. "Two States" – 1:48 da Slanted and Enchanted (1992)
7. "Cut Your Hair" – 3:05 da Crooked Rain, Crooked Rain (1994)
8. "Shady Lane / J Vs. S" – 3:51 da Brighten the Corners (1997)
9. "Here" – 3:55 da Slanted and Enchanted (1992)
10. "Unfair" – 2:31 da Crooked Rain, Crooked Rain (1994)
11. "Grounded" – 4:15 from Wowee Zowee (1995)
12. "Summer Babe (Winter Version)" – 3:15 da Slanted and Enchanted (1992)
13. "Range Life" – 4:56 da Crooked Rain, Crooked Rain (1994)
14. "Date w/ IKEA" - 2:38 da Brighten the Corners (1997)
15. "Debris Slide" - 1:56 da Perfect Sound Forever (1991)
16. "Shoot the Singer (1 Sick Verse)" - 3:15 da Watery, Domestic (1992)
17. "Spit on a Stranger" - 3:01 da Terror Twilight (1999)
18. "Heaven Is a Truck" - 2:29 da Crooked Rain, Crooked Rain (1994)
19. "Trigger Cut/Wounded-Kite At :17" - 3:15 da Slanted and Enchanted (1992)
20. "Embassy Row" - 3:50 da Brighten the Corners (1997)
21. "Box Elder" - 2:24 da Slay Tracks: 1933–1969 (1989) (mix alternativo senza basso)
22. "Unseen Power of the Picket Fence" - 3:50 dalla compilation No Alternative (1993)
23. "Fight this Generation" - 4:23 da Wowee Zowee (1995)

## Classifiche
| Classifica            | Pos. massima |
| --------------------- | ------------ |
| Billboard 200         | 170          |
| US Independent Albums | 23           |